# 中華民國—迦納關係
中華民國與迦納共和國無正式外交關係，目前也沒有在對方首都互設具大使館功能的代表機構。對迦納的相關事務由駐奈及利亞聯邦共和國臺北貿易辦事處、駐英國台北代表處共同管轄。

## 政治

### 外交

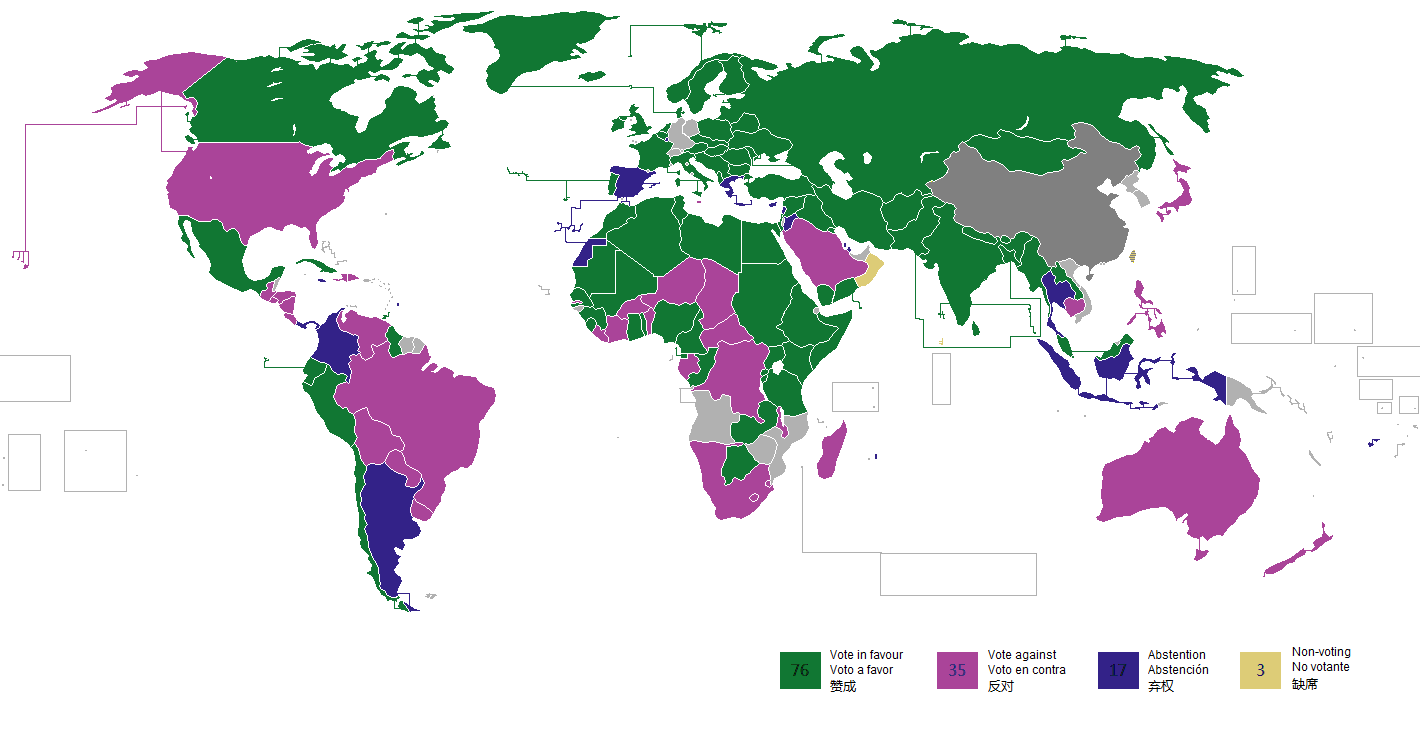
綠色國家表示在1971年的投票中反對中華民國續留聯合國，即《聯合國大會2758號決議》，其中包括迦納。

1966年2月24日，迦納發生政變，新政府於10月20日與中华人民共和国斷交。中華民國希望與迦納建交，並在1967年8月派團訪問迦納。之後的迦納政府雖然支持與中華人民共和國復交，且支持中華人民共和國加入联合国，但不支持排斥現有的聯合國成員國，暗示反對驅逐中華民國，中華人民共和國據此認為應繼續觀察迦納是否真誠想復交。迦納後來在1971年10月25日的联合国大会中，投票支持中華人民共和國取代中華民國在聯合國的「中國」席位，並於1972年2月29日與中華人民共和國復交。
2023年3月30日，中華民國外交部對於外傳與宏都拉斯斷交前，政府想利用臺商當掮客，與迦納建交，還向迦納高層送出300萬美元，再捐2,000萬美元協助還債。但錢交出去後，建交卻沒下文，被質疑有如陳水扁執政時期的「巴紐案」翻版。外交部發言人劉永健回應「外交部已注意到相關報導……相關工作計畫於時機成熟後，會適時對外說明。」「本案的報導中提及，旅外臺商與總統熟識部分，純屬虛構情節……且刻意以與事實不符的消息混淆視聽，外交部予以譴責。」對於外交部亞東太平洋司副司長張均宇2022年調派到迦納的鄰國奈及利亞擔任公使，但駐奈及利亞代表處屬於二等館處，為何需要派駐2位公使，是否其中有迦納的「影子公使」，劉永健則回應「張均宇目前擔任駐奈及利亞代表處公使，外交部對於駐外人員輪調均有一套順暢的運作機制。」

## 經濟

### 貿易
| 年分 | 貿易總額    | 貿易總額 | 貿易總額 | 出口至迦納 | 出口至迦納 | 出口至迦納 | 自迦納進口 | 自迦納進口 | 自迦納進口 | 順逆差  |
| 年分 | 金額        | 年增減   | 排名     | 金額       | 年增減     | 排名       | 金額       | 年增減     | 排名       | 順逆差  |
| ---- | ----------- | -------- | -------- | ---------- | ---------- | ---------- | ---------- | ---------- | ---------- | ------- |
| 2017 | 75,316,316  | ▼32.6%   | 95       | 25,258,986 | ▼12.8%     | 103        | 50,057,330 | ▼39.5%     | 81         | 逆差▼   |
| 2018 | 32,330,088  | ▼57.1%   | 113      | 30,374,190 | ▲20.3%     | 98         | 1,955,898  | ▼96.1%     | 145        | 順差 -- |
| 2019 | 27,609,193  | ▼14.6%   | 121      | 26,204,661 | ▼13.7%     | 102        | 1,404,532  | ▼28.2%     | 149        | 順差▼   |
| 2020 | 79,324,590  | ▲187.3%  | 90       | 30,184,557 | ▲15.2%     | 93         | 49,140,033 | ▲3,398.7%  | 84         | 逆差 -- |
| 2021 | 40,091,622  | ▼49.5%   | 112      | 37,773,610 | ▲25.1%     | 93         | 2,318,012  | ▼95.3%     | 140        | 順差 -- |
| 2022 | 32,135,573  | ▼19.8%   | 120      | 30,798,066 | ▼18.5%     | 101        | 1,337,507  | ▼42.3%     | 152        | 順差▼   |
| 2023 | 117,488,647 | ▲265.6%  | 86       | 37,104,937 | ▲20.5%     | 94         | 80,383,710 | ▲5,910.0%  | 75         | 逆差 -- |
| 2024 | 37,947,770  | ▼67.7%   | 112      | 35,803,528 | ▼3.5%      | 92         | 2,144,242  | ▼97.3%     | 153        | 順差 -- |

2023年的兩國貿易項目如下：
出口至迦納的前10大項目為：橡膠或塑料加工機或以此類原料製造產品之機械；丙烯酸之聚合物；苯乙烯之聚合物；針織或鉤針織品；乙烯之聚合物；服飾附屬品及其零件；高溫蒸馏煤焦油所得之油類與其他產品；塑膠管與附件；氧官能胺基化合物；電話機（包括智能手机），以及其他傳輸或接收聲音、圖像之有線或无线网络通訊器具等。
自迦納進口的前10大項目為：石油原油與自瀝青質礦物提出之原油；可可膏；可可粉，未加糖或未含其他甜味料者；不適於人類食用之肉、魚、甲殼類、软体动物或其他水產无脊椎动物；原木；未經化學改質之固定性植物油脂及其餾分物；金剛石（钻石）；未經塑性加工铝；木材；肥皂、有機表面活性剂產品與調製品，以及以肥皂或清潔劑加工之纸、填棉、氈呢與不織布等。

### 投資
根據中華民國經濟部投資審議司統計，截至2022年，尚無臺商前往迦納投資；迦納在臺灣的總投資金額約49.2萬美元。

### 交流
2013年11月，經濟部國際貿易局委託中華民國對外貿易發展協會（外貿協會）與21家台灣業者執行「2013年西北非主力市場拓銷團」，共前往迦納、象牙海岸、奈及利亞、摩洛哥等國。選擇迦納因其為西非國家經濟共同體成員國，該經濟體是非洲最大，人口達3億，頗具市場潛力。
2015年10月，外貿協會與迦納商工總會（Ghana Chamber of Commerce and Industry，GCCI）在臺北共同簽署合作備忘錄，並於2016年2月舉行的「西非利基市場拓銷團」與迦納商工總會共同舉辦採購洽談會。
2020年10月，中華民國外交部委託外貿協會在臺北舉辦「2020年探索非洲商機，『非』你莫屬說明會」，聚焦迦納、突尼西亞、埃及、索马里兰、埃塞俄比亚與南非等6國。
2023年6月，外貿協會籌組「西北非拓銷團」前往迦納、象牙海岸、奈及利亞。

## 協定
| 日期          | 簽署 | 備註     |
| ------------- | --- | -------- |
| 1968年5月24日 | 《中華民國與迦納共和國間技術合作協定》                                                                               | [ 註 4 ] |
| 1990年7月2日  | 《中華民國臺灣郵政總局與迦納（共和國）郵電公司間國際快捷郵件協定》                                                   |          |
| 2017年12月7日 | 《中華民國法務部調查局洗錢防制處與迦納共和國金融情報中心關於涉及洗錢、資助恐怖分子及相關犯罪金融情資交換瞭解備忘錄》 | [ 註 5 ] |

## 簽證

持中華民國護照的中華民國國民簽證要求分布圖：入境迦納需要簽證。

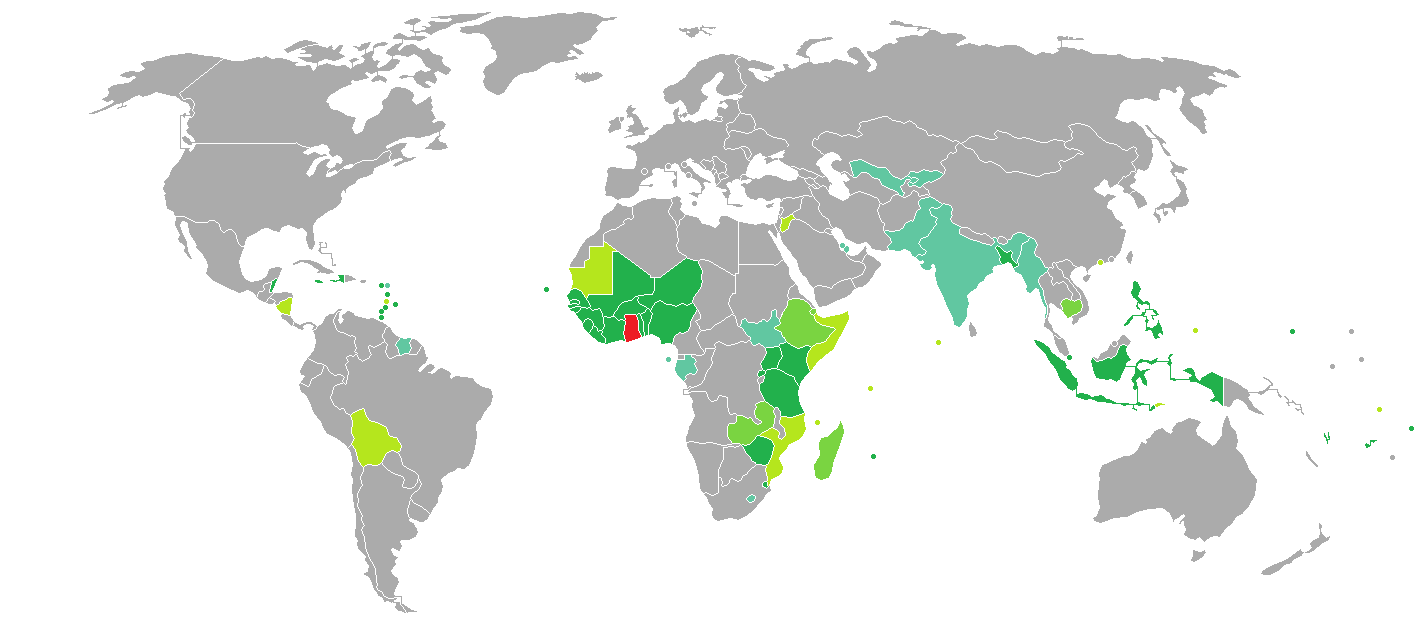
持迦納護照的迦納人口簽證要求分布圖：入境中華民國需要簽證。

兩國國民皆須申請簽證方可入境對方國家。持中華民國護照的中華民國國民可委託當地人、關係人或旅行社，以及該國移民署申請簽證入境，亦可經由迦納台商會協助代為申請落地簽證。因該國有重大流行疾病，入境須出示黃熱病的疫苗接種證明（黃皮書）。
持迦納護照的迦納國民抵台參加由中央政府機關主辦、協辦或贊助之國際會議、運動賽事、商展或其他活動，可以電子簽證入境中華民國，停留最多30天並不得延期。

## 交通

### 航空

#### 客運
兩國無直航班機，可經由（不計航點遠近，截至2023年6月28日）：
- 臺北→杜拜、伊斯坦堡、倫敦、巴黎、阿姆斯特丹、紐約，再轉機前往迦納的科托卡国际机场。[20]

## 外部連結
- 中華民國外交部－迦納共和國簡介 （页面存档备份，存于）
- 駐奈及利亞聯邦共和國臺北貿易辦事處
- 駐英國臺北代表處
- 外交部領事事務局－國外旅遊警示分級表
- 中華民國衛生福利部－國際旅遊疫情建議等級
- 中華民國國際經濟合作協會 （页面存档备份，存于）